# Campeonato Italiano de Rugby 1993-94
El Campeonato de Rugby de Italia de 1993-94 fue la sexagésimo cuarta edición de la primera división del rugby de Italia.

## Sistema de disputa
El torneo se desarrolló en dos etapas, una fase regular en la cual los equipos disputaron encuentros en condición de local y de visitante frente a cada uno de sus rivales.
Luego se disputó una etapa de eliminación directa, en la cual los primeros siete equipos de la fase regular clasifican a los cuartos de final, mientras que el campeón de la Serie B clasifica ocupando el lugar restante.
Los últimos tres equipos descienden directamente a la Serie B.

## Desarrollo
- Tabla de posiciones:[1]

| Pos. | Equipo             | Encuentros | Encuentros | Encuentros | Encuentros | Tantos | Tantos | Tantos | Puntos |
| Pos. | Equipo             | PJ         | PG         | PE         | PP         | F      | C      | Dif    | Puntos |
| ---- | ------------------ | ---------- | ---------- | ---------- | ---------- | ------ | ------ | ------ | ------ |
| 1.º  | Milan              | 22         | 18         | 1          | 3          | 953    | 358    | +595   | 37     |
| 2.º  | L'Aquila Rugby     | 22         | 17         | 0          | 5          | 698    | 422    | +276   | 34     |
| 3.º  | Benetton Treviso   | 22         | 17         | 0          | 5          | 725    | 361    | +364   | 34     |
| 4.º  | Petrarca Padova    | 22         | 14         | 0          | 8          | 545    | 458    | +87    | 22     |
| 5.º  | Rugby Roma Olimpic | 22         | 11         | 2          | 9          | 602    | 476    | +126   | 24     |
| 6.º  | San Donà           | 22         | 12         | 0          | 10         | 485    | 423    | +62    | 24     |
| 7.º  | Amatori Catania    | 22         | 10         | 0          | 12         | 419    | 509    | -90    | 20     |
| 8.º  | Mirano             | 22         | 10         | 0          | 12         | 453    | 525    | -72    | 20     |
| 9.º  | Rugby Rovigo       | 22         | 10         | 0          | 12         | 520    | 519    | +1     | 20     |
| 10.º | Tarvisium          | 22         | 7          | 0          | 15         | 379    | 582    | -203   | 14     |
| 11.º | Casale             | 22         | 3          | 1          | 18         | 322    | 785    | -463   | 7      |
| 12.º | CUS Roma           | 22         | 1          | 0          | 22         | 331    | 1014   | -683   | 2      |

|  | Clasificado a cuartos de final. |
|  | Descendido a la Serie B.        |

### Cuartos de final
Se incorpora Bologna, clasificado desde la Serie B.
| Equipo 1           | Equipo 2        | Ida    | Vuelta | Desempate |
| ------------------ | --------------- | ------ | ------ | --------- |
| Milan              | Rugby Bologna   | 109-14 | 79-13  |           |
| Rugby Roma Olimpic | Petrarca Padova | 33-9   | 25-10  | 42-27     |
| L'Aquila Rugby     | Amatori Catania | 47-14  | 15-30  | 57-22     |
| Benetton Treviso   | San Donà        | 28-19  | 23-24  | 43-17     |

### Semifinales
| Equipo 1       | Equipo 2           | Ida   | Vuelta | Desempate |
| -------------- | ------------------ | ----- | ------ | --------- |
| Milan          | Rugby Roma Olimpic | 35-16 | 40-13  |           |
| L'Aquila Rugby | Benetton Treviso   | 33-24 | 16-53  | 15-12     |

### Final
| 23 de abril de 1994 | L'Aquila Rugby | 23 - 14 | Milan |  |  |

| Bandera de Italia      |
| Campeón L'Aquila Rugby |
| Quinto título          |